# NBA 1959/60
Die NBA-Saison 1959/60 war die 14. Saison der National Basketball Association (NBA). Sie begann am Sonnabend, den 17. Oktober 1959, mit dem Spiel der Cincinnati Royals bei den Boston Celtics und endete regulär nach 300 Spielen am Donnerstag, den 10. März 1960, mit dem Spiel der New York Knickerbockers bei den Minneapolis Lakers. Die Postseason begann am Freitag, den 11. März, und endete am Sonnabend, den 9. April, mit 4—3 Finalsiegen der Boston Celtics über die St. Louis Hawks.

## Saisonnotizen
- Die Zahl der Spiele wurde auf 75 erhöht, damit spielte man gegen die Teams der eigenen Division 13 mal und gegen die Teams der anderen Division insgesamt neunmal.
- Erster Draft-Pick in der NBA-Draft 1959 wurde Bob Boozer von der Kansas State University für die Cincinnati Royals.[1] Zuvor waren Bob Ferry (Saint Louis University) von den St. Louis Hawks und Wilt Chamberlain (University of Kansas) von den Philadelphia Warriors als Territorial picks verpflichtet worden. Die Warriors machten dafür Chamberlains High-School-Karriere in Philadelphia, Pennsylvania geltend.
- Das zehnte All-Star-Game fand am Dienstag, den 31. März 1960, vor 10.421 Zuschauern in der Convention Hall von Philadelphia, Pennsylvania statt. Red Auerbachs Eastern All-Stars besiegten Ed Macauleys Western All-Stars mit 125—115. All-Star Game MVP wurde der Saison-MVP und Rookie des Jahres Wilt Chamberlain.[2]
- Die Saison stand unzweifelhaft im Zeichen von Wilt Chamberlains Rookie-Jahr. Kein Rookie verzeichnete je mehr Punkte pro Saison und Punkte pro Spiel. Kein Rookie verzeichnete je mehr Punkte in einem Spiel, nämlich zweimal 58 am 25. Januar und am 21. Februar 1960. Und kein Rookie hatte je mehr Rebounds pro Saison und pro Spiel sowie in einem Spiel. Allein 45 am 6. Februar gegen die Syracuse Nationals.
- Chamberlain würde in 118 Spielen seiner Karriere über 50 Punkte erzielen, also öfter als Michael Jordan, Kobe Bryant, James Harden und Elgin Baylor zusammen. Den höchsten Punkteschnitt pro Saison würde allein er selbst dreimal übertreffen. Ihm gelangen nach Kareem Abdul-Jabbar und Karl Malone die drittmeisten Körbe. Der Rekordrebounder sollte die Liga elfmal in Rebounds anführen, in allen Spielzeiten auf mindestens 1000 Rebounds pro Saison kommen und hatte pro Spiel die höchste Reboundquote der NBA-Geschichte. Acht Spielzeiten, davon fünf in Folge, stand er am längsten auf dem Parkett und hat die längste Spieldauer pro Spiel aller Zeiten (Stand: 2020).
- Sieben Spielzeiten hintereinander würde Chamberlain die Punkt- und Korbränge anführen (Michael Jordan je zehnmal, jedoch nicht in Folge) und über 2000 Punkte pro Saison erzielen (gegenüber elf von Karl Malone und acht von Alex English). Wilt Chamberlain (30,07 Punkte pro Spiel) und ein weiterer Hauptakteur der Saison, Elgin Baylor (27,4), müssen sich lediglich Michael Jordans Punktequote von 30,12 geschlagen geben.
- Die Individualleistungen schlugen sich auch in Teamrekorden nieder: Zunächst errangen die Philadelphia Warriors, die dank Chamberlain wieder volle Zuschauerränge hatten, 104 Rebounds am 4. wie am 8. November 1959, dann wurden sie um einen Rebound am 26. Februar von den Boston Celtics, die auch die bislang höchste Saison-Reboundquote von 71,5 RpS haben, geschlagen. Die Celtics wurden jedoch nicht von allein einem überragenden Athleten getragen: Dem Team gelangen die meisten Körbe (49,9) und Korbversuche (119,6) pro Spiel aller Zeiten.
- Das kommende Jahrzehnt würde also im Zeichen der Rivalität zwischen Wilt Chamberlain und Bill Russell stehen. Während er diesen in zahlreichen Leistungsdisziplinen schlagen sollte, errang Russell aber elf NBA-Meisterschaften (davon acht in Folge) gegenüber zwei Meisterschaften Chamberlains, davon einer nach Russels Rücktritt.[3]

## Abschlusstabellen
Pl. = Rang,  = Für die Playoffs qualifiziert, Sp = Anzahl der Spiele, S—N = Siege—Niederlagen, % = Siegquote (Siege geteilt durch Anzahl der bestrittenen Spiele), GB = Rückstand auf den Führenden der Division in der Summe von Sieg- und Niederlagendifferenz geteilt durch zwei, Heim = Heimbilanz, Ausw. = Auswärtsbilanz, Neutr. = Bilanz auf neutralem Boden, Div. = Bilanz gegen die Divisionsgegner

### Eastern Division
| Pl. | Mannschaft            | Sp | S—N   | %    | GB | Heim  | Ausw. | Neutr. | Div.  |
| --- | --------------------- | -- | ----- | ---- | -- | ----- | ----- | ------ | ----- |
| 1.  | Boston Celtics        | 75 | 59—16 | .787 | —  | 25—20 | 23—90 | 11—50  | 28—11 |
| 2.  | Philadelphia Warriors | 75 | 49—26 | .653 | 10 | 22—60 | 12—20 | 06—40  | 22—17 |
| 3.  | Syracuse Nationals    | 75 | 45—30 | .600 | 14 | 26—40 | 11—19 | 08—70  | 21—18 |
| 4.  | New York Knicks       | 75 | 27—48 | .360 | 32 | 07—32 | 09—19 | 05—11  | 14—22 |

### Western Division
| Pl. | Mannschaft           | Sp | S—N   | %    | GB | Heim  | Ausw. | Neutr. | Div.  |
| --- | -------------------- | -- | ----- | ---- | -- | ----- | ----- | ------ | ----- |
| 1.  | St. Louis Hawks      | 75 | 49—26 | .613 | —  | 28—50 | 12—19 | 15—10  | 27—12 |
| 2.  | 0Detroit Pistons0    | 75 | 30—45 | .400 | 16 | 15—70 | 09—17 | 09—15  | 20—19 |
| 3.  | 0Minneapolis Lakers0 | 75 | 25—50 | .333 | 21 | 13—17 | 08—20 | 07—70  | 17—22 |
| 4.  | Cincinnati Royals    | 75 | 19—56 | .253 | 27 | 09—19 | 02—25 | 08—90  | 14—25 |

## Ehrungen
- All-Star Game MVP 1960: Bob Pettit, St. Louis Hawks und Wilt Chamberlain, Philadelphia Warriors
- Most Valuable Player 1959/60: Bob Pettit, Philadelphia Warriors
- Rookie of the Year 1959/60: Wilt Chamberlain, Philadelphia Warriors

| - All-NBA First Team: - Bob Pettit, St. Louis Hawks - Elgin Baylor, Minneapolis Lakers - Wilt Chamberlain, Philadelphia Warriors - Bob Cousy, Boston Celtics - Gene Shue, Detroit Pistons | - All-NBA Second Team: - Jack Twyman, Cincinnati Royals - Dolph Schayes, Syracuse Nationals - Bill Russell, Boston Celtics - Richie Guerin, New York Knickerbockers - Bill Sharman, Boston Celtics |

## Führende Spieler in Einzelwertungen
| Kategorie       | Spieler          | Mannschaft              | Wert   |
| --------------- | ---------------- | ----------------------- | ------ |
| Punkte          | Wilt Chamberlain | Philadelphia Warriors   | 2707   |
| Wurfquote †     | Ken Sears        | New York Knickerbockers | 47,7 % |
| Freiwurfquote ‡ | Dolph Schayes    | Syracuse Nationals      | 89,3 % |
| Assists         | Bob Cousy        | Boston Celtics          | 715    |
| Rebounds        | Wilt Chamberlain | Philadelphia Warriors   | 1941   |

† 190 Körbe nötig. Sears nahm 863 Schüsse und traf 412 mal.

‡ 185 Freiwürfe nötig. Sharman traf 533 von 597.
- Mit 311 beging Tom Gola von den Philadelphia Warriors die meisten Fouls. Walter Dukes von den Detroit Pistons war mit insgesamt 20 mal am häufigsten fouled out. Er führte die Liga viermal in Folge in Disqualifikationen an, lediglich Shawn Kemp und Boogie Cousins mussten fünfmal am häufigsten das Feld räumen. Dukes hat die höchste Disqualifikationsquote (in mehr als einem Fünftel aller Spiele flog er raus) und lediglich die Zahl der Platzverweise wird von Vern Mikkelsen übertroffen.
- Wilt Chamberlain von den Philadelphia Warriors und Gene Shue von den Detroit Pistons standen mit jeweils 3338 Minuten in 72 und 75 Spielen am längsten auf dem Parkett.
- Bis zur Saison 1968/69 wurden den Statistiken in den Kategorien „Punkte“, „Assists“ und „Rebounds“ die insgesamt erzielten Leistungen zu Grunde gelegt und nicht die Quote pro Spiel.[4]
- Chamberlains 2707 Punkte ergaben auch den besten Durchschnitt mit 37,6 Punkten pro Spiel. Seine Wurfquote, die achtbeste, betrug 46,1 %.
- Dolph Schayes verwandelte die fünftmeisten Freiwürfe. Jene Spieler mit mehr Freiwürfen, Jack Twyman, Elgin Baylor und Bob Pettit, hatten Quoten im 70er-Bereich. Bis auf Wilt Chamberlain: Seine Quote betrug 58,2 %. Lediglich Karl Malone hatte in der NBA-Geschichte je mehr Freiwurfversuche als Chamberlain. In neun Spielzeiten, davon sechs in Folge, wurde Chamberlain am häufigsten gefoult.
- Bob Cousy führte die Liga zum achten Mal in Folge in Assists an. Erst in der Saison 1995/96 übertraf ihn John Stockton vom Utah Jazz mit der neunten Saison mit Assist-Rekordanzahl in Folge.
- Neben Wilt Chamberlain errangen Bill Russell (1941), Bob Pettit (1221) und Elgin Baylor (1150) über 1000 Rebounds. Nur Chamberlains und Russells Reboundquote lag über 20 Rebounds pro Spiel (27,0 und 24,0). Chamberlain errang in einem Spiel als Rookie 45 Rebounds, Russell am 5. Februar gegen Syracuse 51 Rebounds.

## Playoffs-Baum
|  | Division-Halbfinals | Division-Halbfinals   | Division-Halbfinals |  |  | Division-Finals | Division-Finals       | Division-Finals |  |    | NBA-Finals      | NBA-Finals     | NBA-Finals |
|  |                     |                       |                     |  |  |                 |                       |                 |  |    |                 |                |            |
|  | Western Division    | Western Division      | Western Division    |  |  | W1              | St. Louis Hawks       | 4               |  |    |                 |                |            |
|  | W2                  | Minneapolis Lakers    | 2                   |  |  | W2              | Minneapolis Lakers    | 3               |  |    |                 |                |            |
|  | W3                  | Detroit Pistons       | 0                   |  |  |                 |                       |                 |  | W1 | St. Louis Hawks | 3              |            |
|  |                     |                       |                     |  |  |                 |                       |                 |  |    | E1              | Boston Celtics | 4          |
|  | Eastern Division    | Eastern Division      | Eastern Division    |  |  | E2              | Philadelphia Warriors | 2               |  |    |                 |                |            |
|  | E2                  | Philadelphia Warriors | 2                   |  |  | E1              | Boston Celtics        | 4               |  |    |                 |                |            |
|  | E3                  | Syracuse Nationals    | 1                   |  |  |                 |                       |                 |  |    |                 |                |            |

## Playoffs-Ergebnisse
Die Playoffs begannen am 11. März und wurden in der ersten Runde nach dem Modus „Best of Three“ ausgetragen, die Division-Finals und die NBA-Finals nach dem Modus „Best of Seven“. Die Divisionssieger hatten ein Freilos in der ersten Runde.
Bob Cousy von den Celtics gewährte 116 Assists, Bill Russell errang 336 Rebounds und Bob Pettit von den Hawks erzielte 365 Punkte in der Postseason. Bereits in der ersten Runde hagelte es Rekorde. Elgin Baylors 65 Punkte in zwei Spielen gegen Detroit sollten 18 Jahre Bestand haben. Die 3-Spiele-Serie zwischen Chamberlains Warriors und den Syracuse Nationals sah die meisten Rebounds einer 3er-Serie und als vorläufige Höhepunkte die meisten Einsatzminuten sowie die meisten Körbe wie auch Punkte (53) eines Rookies in einem Playoff-Spiel. In jenem Spiel am 14. März 1960 wurden mit 24 Feldtoren auch die meisten Körbe aller NBA-Playoff-Begegnungen geworfen, lediglich John Havlicek und Michael Jordan egalisierten den Rekord bisher (Stand: 2020).
Elgin Baylor begann am 17. März gegen die St. Louis Hawks eine Serie von 49 Playoff-Spielen in Folge mit 20 oder mehr erzielten Punkten. Lediglich Kareem Abdul-Jabbar und Michael Jordan konnten das je schlagen.
In einer Sechs-Spiel-Serie zwischen Philadelphia und Boston mit den beiden fleißigsten Reboundern der Liga purzelten die Spitzenwerte: Mit 457 die meisten Rebounds zweier Teams in einer 6er-Serie, davon 165 allein durch Chamberlain und mit 35 am 19. März die meisten eines Rookies, mit 97 die meisten Rebounds eines Teams (Boston) am 19. März und mit 169 die meisten Rebounds zweier Teams am 22. März. Der 19. März sah gleichzeitig die schlechteste Freiwurfquote eines Playoff-Teams aller Zeiten: Die 76,2 % der Celtics sind keinesfalls ruhmreich, aber die Warriors verwandelten lediglich spärliche 6 von 23 Freiwürfen (26,1 %)!

### Eastern Division-Halbfinals
Philadelphia Warriors 2, Syracuse Nationals 1

Freitag, 11. März: Philadelphia 115 – 92 Syracuse

Sonntag, 13. März: Syracuse 125 – 119 Philadelphia

Montag, 14. März: Philadelphia 132 – 112 Syracuse

### Western Division-Halbfinals
Minneapolis Lakers 2, Detroit Pistons 0

Sonnabend, 12. März: Detroit 112 – 113 Minneapolis

Sonntag, 13. März: Minneapolis 114 – 99 Detroit

### Eastern Division-Finals
Boston Celtics 4, Philadelphia Warriors 2

Mittwoch, 16. März: Boston 111 – 105 Philadelphia

Freitag, 18. März: Philadelphia 115 – 110 Boston

Sonnabend, 19. März: Boston 120 – 90 Philadelphia

Sonntag, 20. März: Philadelphia 104 – 112 Boston

Dienstag, 22. März: Boston 107 – 128 Philadelphia

Donnerstag, 24. März: Philadelphia 117 – 119 Boston

### Western Division-Finals
St. Louis Hawks 4, Minneapolis Lakers 3

Mittwoch, 16. März: St. Louis 112 – 99 Minneapolis

Donnerstag, 17. März: St. Louis 113 – 120 Minneapolis

Sonnabend, 19. März: Minneapolis 89 – 93 St. Louis

Sonntag, 20. März: Minneapolis 103 – 101 St. Louis

Dienstag, 22. März: St. Louis 110 – 117 Minneapolis (n. V.)

Donnerstag, 24. März: Minneapolis 96 – 117 St. Louis

Sonnabend, 22. März: St. Louis 97 – 86 Minneapolis

## NBA-Finals

### Boston Celtics vs. St. Louis Hawks
Die Finalserie zwischen Boston und St. Louis war bis zum siebten Spiel erbittert umkämpft. Umso bemerkenswerter ist das erstmalige Ausbleiben jeglicher Disqualifikation in einer Siebener-Serie, was sich seitdem lediglich in weiteren fünf Finalbegegnungen wiederholen sollte.
Gleich zum Auftakt verwandelten die Celtics 61 Körbe. Erst 25 Jahre später steigerten die Celtics den Rekord gegen die „Showtime“-Lakers um einen Korb. Aus beiden Teams hatten an jenem ersten Spieltag der Finals jeweils sieben Spieler mindestens zehn oder mehr Punkte erzielt. Bob Pettit erzielte sogar in allen der sieben Spiele 20 oder mehr Punkte.
Bill Russel errang in der zweiten Begegnung die meisten Finalrebounds aller Zeiten, lediglich 1962 in einem Spiel mit einfacher Verlängerung schaffte er erneut 40 Bretter. Die wenigsten Finalassists aller Zeiten wurden am 3. April durch Boston gewährt: Bescheidene 5 Scorer-Körbe standen nach Abpfiff zu Buche (Stand: 2020).
Die Finalergebnisse:

Sonntag, 27. März: Boston 140 – 122 St.  Louis

Dienstag, 29. März: Boston 103 – 113 St.  Louis

Sonnabend, 2. April: St.  Louis 86 – 102 Boston

Sonntag, 3. April: St.  Louis 106 – 96 Boston

Dienstag, 5. April: Boston 127 – 102 St.  Louis

Donnerstag, 7. April: St.  Louis 105 – 102 Boston

Sonnabend, 9. April: Boston 122 – 103 St.  Louis
Die Boston Celtics werden mit 4—3 Siegen nach 1956/57 und 1958/59 zum dritten Mal und zum zweiten Mal in Folge NBA-Meister.

## Die Meistermannschaft der Boston Celtics
| Gene Conley, Bob Cousy, Gene Guarilia, Tom Heinsohn, K. C. Jones, Sam Jones, Maurice King, Jim Loscutoff, Frank Ramsey, John Richter, Bill Russell, Bill Sharman Head Coach Red Auerbach |